# Sean Farley
Sean Farley es un deportista mexicano que compitió en vela en la clase Formula Kite. Ganó una medalla de oro en el Campeonato Mundial de Formula Kite de 2009.

## Palmarés internacional
| Campeonato Mundial | Campeonato Mundial             | Campeonato Mundial | Campeonato Mundial |
| Año                | Lugar                          | Medalla            | Clase              |
| ------------------ | ------------------------------ | ------------------ | ------------------ |
| 2009               | San Francisco (Estados Unidos) | Medalla de oro     | Formula Kite       |